# Ardeola
Ardeola is een geslacht van vogels uit de familie reigers (Ardeidae).

## Soorten
Het geslacht kent de volgende soorten:
- Ardeola bacchus – Chinese ralreiger
- Ardeola grayii – Indische ralreiger
- Ardeola idae – Madagaskarralreiger
- Ardeola ralloides – Ralreiger
- Ardeola rufiventris – Roodbuikreiger
- Ardeola speciosa – Javaanse ralreiger